# عیسی آدکونله
عیسی آدکونله (انگلیسی: Issa Adekunle؛ زادهٔ ۲۰ دسامبر ۱۹۹۷) بازیکن فوتبال اهل نیجریه است که در پست وینگر برای زمپلین میچالوفچه بازی می‌کند.